# Vicente Guillot
Vicente Guillot Fabián (Aldaia, 1941. június 15. –) Európa-bajnok spanyol válogatott labdarúgó.
A spanyol válogatott tagjaként részt vett az 1964-es Európa-bajnokságon.

## Sikerei, díjai
Valencia
- Spanyol kupa (1): 1966–67
- Vásárvárosok kupája döntős (2): 1961–62, 1962–63

Spanyolország
- Európa-bajnok (1): 1964